# Sarti (cognome)
Sarti è un cognome di lingua italiana.

## Varianti
Sarta, Sartarelli, Sartelli, Sarteur, Sartini, Sartino, Sarto, Sartoni, Sartucci.

## Origine e diffusione
Cognome tipicamente centro-settentrionale, è presente prevalentemente nell'areale tra veronese, modenese, bolognese, fiorentino, lucchese, forlivese, pesarese e riminese.
Potrebbe derivare dal mestiere di sarto, probabilmente svolto dal capostipite.
In Italia conta circa 3897 presenze.
La variante Sartino è tipica di Vigevano in provincia di Pavia; Sarteur è valdostano; Sartarelli è fiorentino, anconetano e romano; Sartelli è spezzino; Sartucci è tipico del grossetano; Sarta è ragusano e siracusano; Sarto è veneziano, milanese, campano e foggiano; Sartoni è romagnolo e fiorentino; Sartini è romagnolo, marchigiano, umbro e toscano.

## Persone
- Giorgio Sarto – politico italiano (1941)
- Papa Pio X – nato Giuseppe Melchiorre Sarto – 257º vescovo di Roma e papa della Chiesa cattolica (1835-1914)
- Mario Sarto – scultore italiano (1885-1955)